# 海兰奈龙属
海兰奈龙（学名：Harranasaurus，意为“海兰奈堡的蜥蜴”）是约旦发现的沧龙科球齿龙族已灭绝的一个属。属下仅含一个已知物种：胡氏海兰奈龙（H. khuludae），化石发现于约旦穆瓦卡尔白垩泥灰岩组。